# Excrément
Les excréments sont toutes les matières naturellement évacuées par l'être humain ou un autre organisme animal, sous forme solide ou liquide (matières fécales, urine, sueur, etc.), correspondant à leurs déchets métaboliques.

## Un processus biologique essentiel

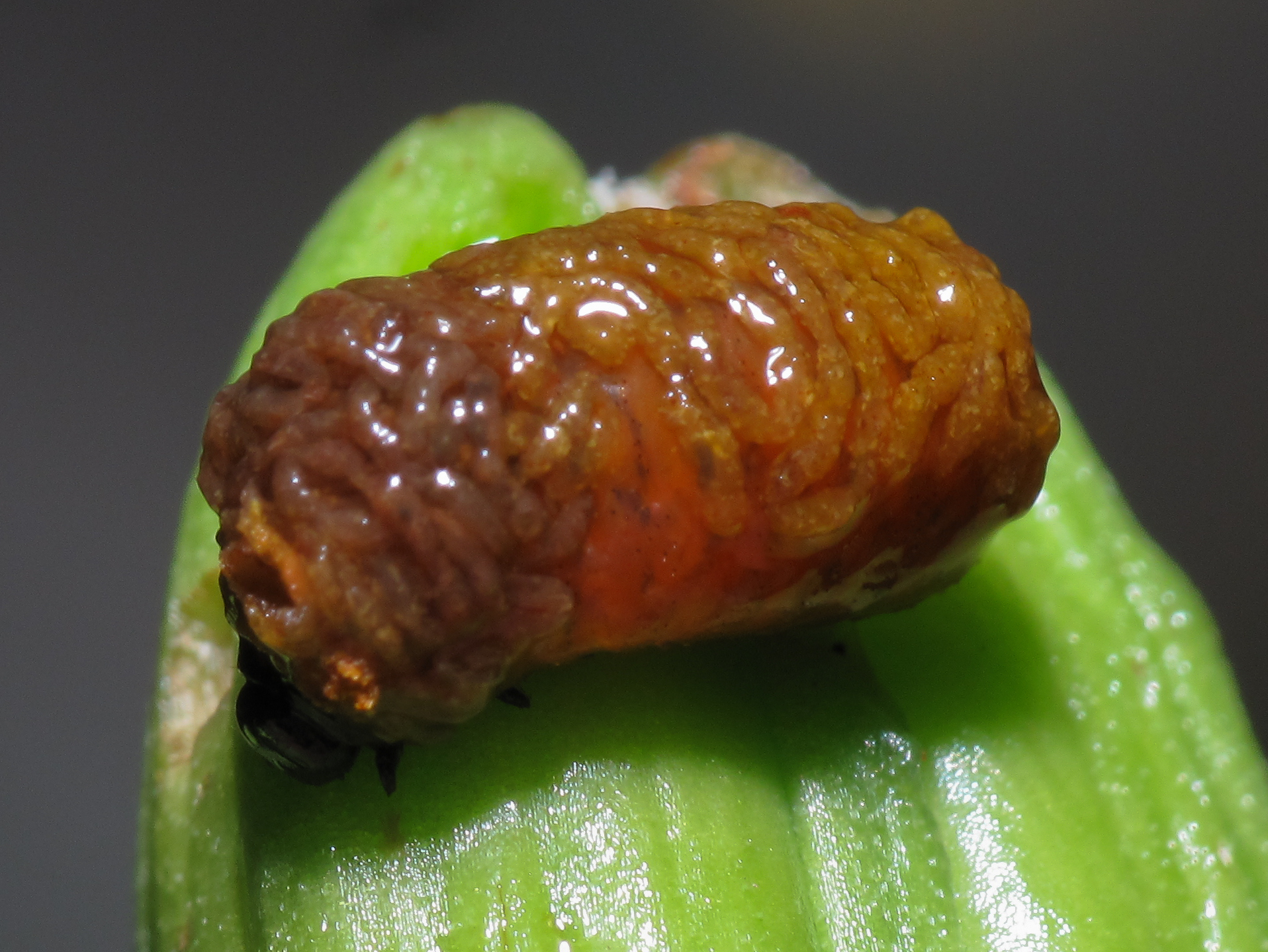
Chez certaines espèces d'insectes (ici : Lilioceris lilii), les larves sont enveloppées d'un mélange d'excréments et de mucus translucide, dont la fonction est encore mal comprise ; on ignore s'il s'agit d'un moyen de se protéger des prédateurs (par camouflage et en se rendant moins appétissant), ou si ce manteau a aussi d'autres fonctions biologiques ou écologiques.

### Processus biologique interne

#### Catabolisme cellulaire
Le métabolisme cellulaire se décompose en deux phases : l'anabolisme (ensemble des réactions chimiques de synthèse moléculaire) et le catabolisme (ensemble des réactions de dégradation moléculaire, formant des déchets métaboliques variables selon les substrats). Ces « déchets peuvent servir à l'organisme mais, le plus souvent, sont inutiles, voire toxiques s'ils s'accumulent. La fonction excrétrice est constituée de l'ensemble des processus qui consistent à trier ces déchets, et éventuellement les substances exogènes non catabolisées, pour les éliminer ensuite de l'organisme ». Lorsque les substrats sont des glucides ou des lipides, les principaux produits du catabolisme sont CO2et H2O. Lorsque les substrats sont des protéines et des acides nucléiques, les déchets azotés du catabolisme les plus fréquents sont l'acide urique et les ions ammonium NH4+ (dégradés chez les vertébrés terrestres en urée — mammifères, amphibiens — ou en acide urique — reptiles, oiseaux —) .

#### Excrétion
Le processus physiologique de l'excrétion a pour fonction d'évacuer :
- les restes (substances non-digestibles telles que les fibres alimentaires) et déchets métaboliques de la digestion hors des intestins et du milieu intérieur ;
- des substances toxiques qui sans cela s'accumuleraient dangereusement dans l'organisme (déchets azotés tels que l'ammoniac, éliminé dans l'eau par les poissons et la plupart des animaux aquatiques, et l'urée, éliminée dans l'urine de vertébrés terrestres — amphibiens et mammifères — grâce aux reins et à la vessie) ou des substances non toxiques (acide urique chez les insectes, urates chez les reptiles et oiseaux, l'excrétion de ce déchet étant un avantage évolutif pour ces animaux dont les embryons sont scellés dans un œuf qui ne peut relâcher que des déchets gazeux avant l'éclosion)[4] ;
- une partie du microbiote intestinal (microbiote en croissance constante) et de ses métabolites est également évacuée de la sorte.

Ce processus participe au maintien des conditions internes et de la vie de l'organisme.

### Processus écologique
Le rejet dans l'environnement extérieur et la dégradation de ces matières est un élément essentiel des cycles écologiques. L'oxygène qui est le principal « déchet » métabolique excrété par les végétaux est utilisé par la faune pour sa respiration, et le CO2 et la matière organique excrétés par la faune sont utilisés par les végétaux pour se nourrir, les champignons contribuant au recyclage de la matière organique non directement utilisée. L'humus est naturellement formé par les excréments des vers de terre, notamment à partir des déchets organiques qu'ils consomment.

## Aspects éthologiques et sociaux
La nécessité d'évacuer les excréments de l'environnement immédiat, la signature chimique qu'ils constituent pour l'espèce ou l'individu, ont entraîné l'apparition de comportements plus ou moins complexes chez les vertébrés supérieurs et en particulier les mammifères.
Des stratégies sociales complexes se sont aussi développées chez certaines espèces vivant en colonies nombreuses et resserrées. Par exemple, leurs excréments sont soigneusement enfouis par la plupart des félins, alors qu'ils sont parfois exposés comme marque territoriale chez certaines espèces, ou toujours excrétés aux mêmes endroits chez d'autres espèces, qui dans le cas des herbivores ne pâtureront pas cette zone durant le temps de leur totale décomposition.
Certaines espèces herbivores comme le lapin peuvent manger leurs excréments, où une partie des matières nutritives n'ont pas pu être digérées. Quand l'hippopotame défèque sous l'eau, les poissons se précipitent pour se nourrir de ses excréments.

## Hygiène
L'urine d'une personne en bonne santé est théoriquement stérile, mais va rapidement s'oxyder et émettre une odeur désagréable. Les selles sont potentiellement porteuses de parasites (vers), de virus ou de germes de maladies dangereuses ou contagieuses dits « fécaux » (éventuellement thermorésistant).
On s'en fera une idée en observant que les personnes en contact avec les boues de vidange des latrines s'exposent en Afrique (Cameroun) à ankylostomiases, ascaridioses, diarrhées, amibiases, hépatite A, distomatoses, schistosomiases. De plus, les maladies d'origine hydrique (choléra, typhoïde) par contamination sont aussi associées aux boues de vidange. Selon les vidangeurs (Sénégal), les maladies les plus fréquentes sont les maladies de la peau (50 %), les infections respiratoires (25 %), la diarrhée (12,5 %) et l’irritation du nez (12,5 %).
Les gastroentérites sont diffusées par les excréments.

## Ichnologie
Les excréments constituent avec les marques de pied le deuxième grand type d'indices laissés par la vie animale. Les excréments présentent trois types principaux : les grains, les cigares ou boudins et les bouses. La taille des excréments est en général proportionnelle à la taille de l'animal.
Un coprolithe est un excrément minéralisé, fossilisé.

## Bio-toxicité anormale des excréments d'animaux d'élevage
La généralisation des traitements antibiotiques (dont anti-parasitaire et traitements antibiotiques préventifs) dans les élevages a rendu certains excréments (bouses de vaches et crottins de chevaux en particulier) si toxiques qu'ils tuent les bousiers et d'autres insectes ou invertébrés coprophages qui contribuaient antérieurement normalement à les réintégrer rapidement dans le sol.
Des pâtures sont ainsi localement mortes étouffées sous une couche d'excréments qui n'ont pas été enfouis et décomposés dans le sol, et ont constitué une croûte empêchant la croissance des herbacées. Le même problème s'est posé là où des troupeaux de bovins ont été introduits dans des régions où ils n'avaient jamais existé (en Australie et Amérique du Sud par exemple ; sans faune locale de bousier, leurs excréments n'ont pas été dégradés et ont colmaté et stérilisé les sols). Des solutions (incluant des introductions ou réintroductions de bousiers) sont testées ou à l'étude pour un élevage compatible avec les bousiers, notamment au Québec avec le Bureau des nouvelles méthodes de lutte antiparasitaire (lutte intégrée, agriculture bio…).